# 張允耀
張允耀（1882年—？年），字星岩，陝西省綏德縣人，工科進士。

## 生平
- 廪生[1]。
- 日本大阪高等工業學校畢業[2]。
- 宣統三年（1911年）九月，經學部驗看考試列最優等，賞給工科進士[3]。
- 宣統三年，赴東考察實業團團員[4]。
- 民國元年8月，任陕西省延長油礦總理[5]。
- 民國2年4月30日，任陝西教育司科長[6]。
- 民國5年4月30日，保薦核准知事分發湖北[7][8]。